# هیزل ولی (آرکانزاس)
هیزل ولی (به انگلیسی: Hazel Valley) یک منطقهٔ مسکونی در ایالات متحده آمریکا است که در شهرستان واشینگتن، آرکانزاس واقع شده‌است. هیزل ولی ۴۷۶ متر بالاتر از سطح دریا واقع شده‌است.